# Ulkeus pheidoliphilus
Ulkeus pheidoliphilus är en skalbaggsart som först beskrevs av Bruch 1930.  Ulkeus pheidoliphilus ingår i släktet Ulkeus och familjen stumpbaggar. Inga underarter finns listade i Catalogue of Life.